# Priscilla McLean
Priscilla Anne McLean (geboren: Taylor) (Fitchburg, 27 mei 1942) is een Amerikaans componiste, muziekpedagoge, muzikante, video-artieste, schrijfster en muziekrecensente. Zij is een dochter van het echtpaar Conrad Taylor, een business manager, en Grace Taylor, een lerares. 

## Levensloop
McLean studeerde aan het Fitchburg State College van haar geboortestad en behaalde aldaar haar Bachelor of Education (1963). Vervolgens studeerde zij aan de Universiteit van Massachusetts (UMass) in Lowell en behaalde haar Bachelor of Music in Education (1965). Aan de Indiana University in Bloomington was zij gefascineerd en beïnvloed van de muziek van Iannis Xenakis, die daar doceerde. 
Zij doceerde aan de Indiana University in Kokomo (1971-1973), aan het Saint Mary's College in Notre Dame (1973-1976), aan de Universiteit van Hawaï in Manoa (1985) en aan de Nationale universiteit van Maleisië (NUM) in Bangi (1996). 
In 1974 begon zij met haar echtgenoot Barton McLean op te treden en vormden het duet The McLean Mix. Dit duet verzorgde optredens in de hele Verenigde Staten, Europa, Zuidoost-Azië, Canada, Australië en Nieuw-Zeeland. 
Vanaf 1983 presenteert zij concerten met eigen werken. Daarbij tred zij op als zangeres met uitgebreide vocale technieken, zij speelt piano, synthesizer, viool, slagwerk en Amerikaans-Indiaanse houtfluiten, maar ook nieuw gecreëerde instrumenten. 

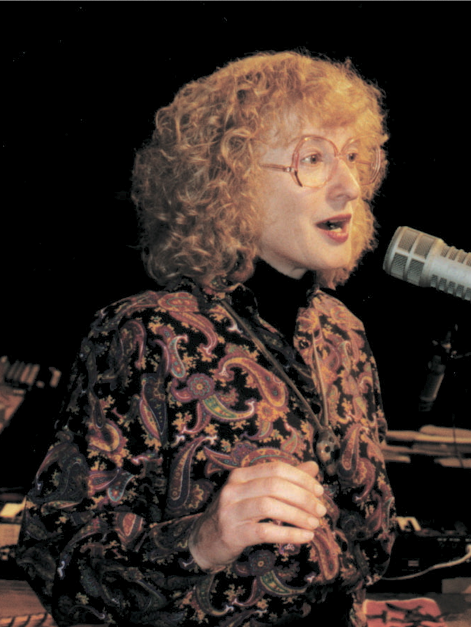
Priscilla McLean als zangeres
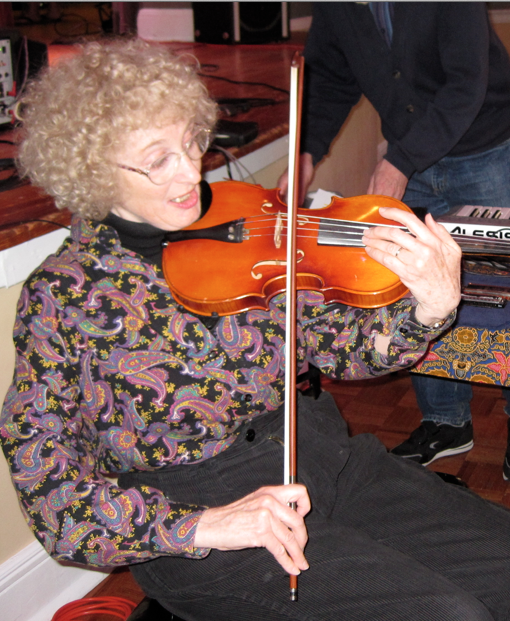
Priscilla McLean als uitvoerend violiste

Van 1976 tot 1980 produceerde zij de programmaserie "Radiofest" voor de American Society of Composers, Authors and Publishers.
Als componiste schrijft zij werken voor orkest, harmonieorkest, muziektheater, vocale muziek, kamermuziek en elektroakoestische werken. Sinds 1978 heeft het grootste deel van haar muziek zich gericht op het concept van de woestijn en heeft geluiden van dieren en de natuur opgenomen, samen met gesynthetiseerde klanken. Zijn ontving taalrijke prijzen en onderscheidingen voor haar werken.

## Composities

### Werken voor orkest
- 1975 Variations and Mosaics on a Theme of Stravinsky, voor orkest
- 1984 A Magic Dwells, een surrealistisch muzikaal gedicht van de creatie van een mythe voor orkest en geluidsband
- 1988 rev.2011 Voices of the Wild, voor synthesizer en orkest
- 1992 Everything Awakening Alert and Joyful, voor spreker en orkest

### Werken voor harmonieorkest
- 1965 Holiday for Youth, voor harmonieorkest

### Vocale muziek

#### Werken voor koor
- 1967 Four Songs in Season, suite van liederen voor gemengd koor en piano 
  1. Song to Spring
  2. Summer Soliloquy
  3. Chant of Autumn
  4. Lullaby of Winter
- 1975 Messages, voor vocale solisten (sopraan, alt, tenor, bas), gemengd koor (SSAATTBB) en kamerensemble (blokfluiten, autoharp, synthesizer, piano en slagwerk) - tekst: Walt Whitman
- 1985 Invocation, voor hybride klarinet en sopraanblokfluit, gemengd koor, slagwerk, versterkte fietsband en tevoren opgenomen klanken
- 1988 In Celebration of the Historic Alaskan Wilderness Act and of all consciousnesses of our Bond with Nature, voor gemengd koor, piano, geluidsband en slagwerk

#### Liederen
- 1967 Three Songs on Rainer Maria Rilke Poems, voor sopraan en viool - tekst: Rainer Maria Rilke
- 1968 Lighting Me as a Match, voor tenor, viool, hoorn, piano en slagwerk
- 1980 Fantasies for Adults and Other Children, acht stukken voor sopraan, geprepareerd piano en twee akteuren - tekst: E.E. Cummings
  1. hist whist
  2. little tree
  3. the rose is dying
  4. i was considering how
  5. the wisti-twisti barber pole
  6. Tumbling-hair
  7. the moon is hiding in her hair
  8. in Just-spring
- 1984 O Beautiful Suburbia!, voor sopraan, autoharp of citer, spreker, versterkt fietsband en tevoren opgenomen klanken (geluidsband)
- 1985 On Wings of Song, voor sopraan, versterkte fietsband en tevoren opgenomen klanken van steekmuggen en bijen (geluidsband)
- 1988 Wilderness, voor sopraan, kamerensemble (dwarsfluit, klarinet, 2 saxofoons, fagot, accordeon (of synthesizer), 2 slagwerkers, piano, en tevoren opgenomen klanken (geluidsband) - tekst: Carl Sandburg
- 1990 Dance of Shiva, voor meerdere vocale zangstemmen, insectengeluid, instrumentale klanken, opgenomen muziek van Hildegard von Bingen, opgenomen boeddhistische zang, geluidsband begeleid door meerdere overheadsheets
- 1992 Sage Songs of Life and Thyme, voor sopraan en piano 
  1. Life is just a bowl of
  2. Dreams, reality
  3. Is life just one big
  4. Here today, gone tomorrow
  5. Life is a merry-go-round
- 1995 In the Beginning, voor sopraan, digitale en video processors, geluidsband
- 1997/2000 Jambori Rimba, voor sopraan, processors, sopraanblokfluit, slagwerk, geluidsband en video (in samenwerking met Barton McLean en Hasnul Jamal Saidon)
- 2004 Snowburst Songs: Four Haiku for Winter, voor sopraan en piano

### Kamermuziek
- 1972 Spectra II, voor geprepareerd piano en vijf slagwerkers
- 1977 Fire & Ice, voor tenor-/bastrombone en geprepareerd piano
- 1978 Beneath the Horizon I, voor tubakwartet en walvissenensemble
- 1979 Beneath the Horizon III, voor tuba (solo) en walvissenensemble
- 1984 Élan! A Dance to all Rising Things from the Earth, voor dwarsfluit, viool, cello, piano en slagwerk
- 1994 Where the Wild Geese Go, voor klarinet en geluidsband

### Werken voor piano
- 1971 Interplanes, voor twee piano's
- 1982 The Inner Universe, vijf stukken voor geprepareerd piano, tevoren opgenomen klanken (geluidsband) en overheadsheet van een Elektronenmicroscoop

### Elektroakoestische en multimediale werken
- 1973 Night Images, voor elektronica
- 1974 Dance of Dawn, voor elektronica
- 1976 Ah-Syn!, voor autoharp gestevend door een "Arp 2600" synthesizer
- 1977 Invisible chariots (Electro-symphonic landscapes), voor elektronica
- 1989 Rainforest Images, voor zangstemmen, violen, blokfluiten, klariflute (klarinet mondstuk, blokfluit hoofdstuk (holle pijp)), geluid vanuit de natuur en elektronica (samen met Barton McLean)
- 1990 Flight Beyond, voor elektronica
- 1994 Rainforest Images II, voor muziek en video (in samenwerking met Barton McLean en Hasnul Jamal Saidon)
- 1997 Desert Spring, voor vijf elektroakoestische stations, geluidsband, overheadsheets van de Amerikaanse woestijnen (in samenwerking met Barton McLean)
- 1999 Desert Voices, voor Zeta midi viool, digitale processor en geluidsband
- 2000 The Ultimate Symphonius 2000, voor acht elektroakoestische stations, geluidsband, video, overheadsheets en dans (in samenwerking met Barton McLean)
- 2001 Angels of Delirium, voor elektronica
- 2001 Symphony of Seasons: Jewels of January and The Eye of Spring, voor elektronica en video
- 2001 MILLing in the ENNIUM, voor elektronica en video (in samenwerking met Barton McLean)
- 2002 Symphony of Seasons: Autumn Requiem, voor elektroakoestisch muziekensemble en video (in samenwerking met Barton McLean)
- 2003 Symphony of Seasons: July Dance, voor elektronica en video
- 2004 Xaakalawe/Flowing, voor elektronica en video
- 2005 Cyberlamentvoor elektronica
- 2007 Caverns of Darkness, Rings of Light, voor tuba solo, tevoren opgenomen tuba's en video
- 2008 Natural Energy, voor elektroakoestisch muziekensemble en video (in samenwerking met Barton McLean)
- 2009 Cries and Echoes, voor cello solo, tevoren opgenomen celli en video

## Publicaties
- Hanging Off the Edge — Revelations of a Modern Troubadour, iUniverse, 2006. 279 p., ISBN 978-0-595-37548-6
- Priscilla McLean en Barton McLean: Peter’s People— Creating the Dream op YouTube